# William Fargo
William George Fargo (Pompey, Nueva York; 20 de mayo de 1818-Búfalo, Nueva York; 3 de agosto de 1881) fue un pionero estadounidense de los servicios expresos. 

## Biografía
Desde los trece años tuvo que ganarse la vida, por lo cual tuvo poca educación formal, y durante varios años fue empleado de tiendas de comestibles en Syracuse.
Se convirtió en un agente de carga para la empresa de trenes Auburn & Syracuse en Auburn en 1841, mensajero expreso entre Albany y Búfalo un año más tarde, y en 1843 agente residente en esta última ciudad.

## Fundación de Wells  Fargo & Company
En 1844 organizó, con Henry Wells (1805-1878) y Daniel Dunning, la primera compañía de correo expreso (Wells & Co., después de 1845 Livingston & Fargo) en servir al oeste de Buffalo. Las líneas de esta empresa (que al comienzo eran solo hasta Detroit, vía Cleveland) se extendieron rápidamente a Chicago, St. Louis, y otros puntos del oeste.
En marzo de 1850, cuando a través de una consolidación de las líneas de la competencia se formó la American Express Company, Wells fue elegido presidente y Fargo secretario. En 1851, con Wells y otros se organizó la firma Wells Fargo & Company para llevar a cabo un negocio expreso entre Nueva York y San Francisco a través del Istmo de Panamá y la costa del Pacífico, donde desde hace mucho tiempo existía un monopolio virtual.
En 1861, Wells Fargo & Co compró y reorganizó el Overland Mail Co., que se había formado en 1857 para llevar a los correos de los Estados Unidos, y del que Fargo había sido uno de los promotores originales.
De 1862 a 1866 fue alcalde de Búfalo, y desde 1868 hasta su muerte en Búfalo, fue presidente de la compañía American Express. Fue director de la Central de ferrocarriles de Nueva York y del Pacífico Norte. Durante su mandato como alcalde, ocurrió el motín de Buffalo de 1862.

## Fallecimiento
Murió el 3 de agosto  de 1881 después de luchar contra una enfermedad durante varios meses y fue enterrado en el cementerio de Forest Lawn. El hermano de William, J.C. Fargo, le sucedió como presidente de American Express después de su muerte.

## Honores
La Avenida Fargo en Buffalo, y la ciudad de Fargo (Dakota del Norte) han sido nombradas en su honor.